# Bartłomiej Filip
Bartłomiej Filip (ur. 26 lipca 1996) – polski biathlonista.
W grudniu 2012 roku, wraz z klubem UKN Melafir Czarny Bór (którego jest wychowankiem), występującym w składzie Patryk Dąbrowski, Bartłomiej Filip, Mateusz Janik i Mariusz Wtorek, zdobył srebrny medal w biegu sztafetowym mężczyzn w ramach Mistrzostw Polski w Biathlonie 2013. 2 lata później, tym razem z klubem AZS AWF Wrocław (w składzie: Mateusz Janik, Bartłomiej Filip, Mariusz Wtorek i Tomasz Jurczak), zdobył brązowy medal mistrzostw Polski w sztafetowym biegu seniorów.
Filip zdobywał także tytuły mistrza Polski w juniorskich kategoriach wiekowych – między innymi wśród młodzików.
Na arenie międzynarodowej zadebiutował w 2015 roku podczas rywalizacji juniorów w Mistrzostwach Europy w Biathlonie 2015. W zawodach tych indywidualnie uplasował się najwyżej na 24. miejscu (w biegu sprinterskim juniorów), wziął także udział w biegu sztafet męskich seniorów, gdzie reprezentacja Polski została zdublowana i sklasyfikowano ją na 14. miejscu. W tym samym roku Filip wziął także udział w Mistrzostwach Świata Juniorów w Biathlonie 2015, gdzie został zgłoszony do rywalizacji juniorów młodszych. Najlepszy wynik indywidualnie zanotował w biegu indywidualnym, gdzie uplasował się na 4. miejscu, tracąc do podium niespełna 3 sekundy, a w biegu sztafetowym juniorów młodszych zajął 12. pozycję.
W seniorskich zawodach międzynarodowych rozgrywanych pod egidą IBU zadebiutował 28 listopada 2015 roku w Idre podczas biegu sprinterskiego Pucharu IBU, który ukończył na 85. miejscu.
Bartłomiej Filip jest synem Zbigniewa Filipa, olimpijczyka z 1992 roku.